# Premià de Dalt
|  | Per a altres significats sobre Premià, vegeu «Premià». |

Premià de Dalt és una vila i municipi de la comarca del Maresme. El nom té el seu origen en la veu romana Praemiliano, conegut també pel nom parroquial de Sant Pere de Premià, canviat el 1980.
Se situa al vessant meridional de la serralada de Marina entre Premià de Mar, Vilassar de Dalt i Teià.
| Vallromanes |               | Vilassar de Dalt |
| Teià        |               |                  |
| El Masnou   | Premià de Mar | Vilassar de Mar  |

## Història
Es calcula que Premià es va fundar cap a finals del segle v aC, poblat per la tribu dels laietans. Actualment es conserven les restes d'un poblat Ibèric al Turó de la Cadira del Bisbe dels segles V al I aC. L'origen del nom actual de Premià prové possiblement de la vil·la romana anomenada Primiliani.
En principi el terme municipal de Premià arribava fins al mar, però degut a l'augment de població i major seguretat, l'any 1836 el seu Barri Marítim es va independitzar formant l'actual població de Premià de Mar. El creixement de la població es va produir entorn de l'església i les proximitats de la Riera de Sant Pere, formant nuclis i creant agrupacions d'edificis en forma de carrers amb vials perpendiculars a les vies inicials. A l'Edat Moderna, Premià de Dalt va tenir un fort impuls degut a l'activitat marinera del seu veïnat del mar i a l'aparició de la indústria. I als anys 60 es va començar a construir habitatges d'estiueig; així va ser com es van formar les urbanitzacions que uneixen els diferents nuclis que formen el poble.
Als anys 80 es va iniciar la construcció de nous habitatges als antics terrenys agrícoles situats entre Can Figueres i Can Balet, formant l'anomenat eixample de Premià de Dalt. El 10 de setembre del 2012, Premià de Dalt es proclama Territori Català Lliure.

## Geografia
- Llista de topònims de Premià de Dalt (Orografia: muntanyes, serres, collades, indrets..; hidrografia: rius, fonts...; edificis: cases, masies, esglésies, etc).

Muntanyes
- Turó d'en Baldiri 430,6 m.[2] 41° 30′ 29.70″ N, 2° 19′ 45.35″ E / 41.5082500°N,2.3292639°E Compartit amb Teià
- Turó de Lledó 496,2[2] 41° 30′ 59.97″ N, 2° 19′ 21.58″ E / 41.5166583°N,2.3226611°E Compartit amb Teià i Vallromanes
- Turó d'en Cases 396,5 m.[2] 41° 30′ 58.95″ N, 2° 20′ 32.12″ E / 41.5163750°N,2.3422556°E Compartit amb Vilassar de Dalt

## Demografia
| Entitat de població           | Habitants (2023) |
| Premià de Dalt                | 3.378            |
| Santa Anna-Tió                | 2.406            |
| Barri del Remei-Castell       | 1.846            |
| la Floresta                   | 1.826            |
| Puig de Pedra-Sot del Pí      | 670              |
| la Cisa                       | 341              |
| Disseminats de Mar Ponent     | 32               |
| Disseminats de Mar            | 27               |
| Disseminats de Muntanya       | 6                |
| Buvisa                        | 0                |
| Polígon Industrial Feliu Vila | 0                |
| Font: Idescat                 |                  |

| 1497 f | 1515 f | 1553 f | 1717 | 1787  | 1857  | 1877  | 1887  | 1900  | 1910  |
| ------ | ------ | ------ | ---- | ----- | ----- | ----- | ----- | ----- | ----- |
| 41     | -      | 50     | 159  | 1.129 | 1.482 | 1.248 | 1.085 | 1.199 | 1.055 |

| 1920  | 1930  | 1940  | 1950  | 1960  | 1970  | 1981  | 1990  | 1992  | 1994  |
| ----- | ----- | ----- | ----- | ----- | ----- | ----- | ----- | ----- | ----- |
| 1.026 | 1.028 | 1.125 | 1.134 | 1.501 | 3.037 | 5.209 | 6.121 | 6.659 | 6.659 |

| 1996  | 1998  | 2000  | 2002  | 2004  | 2006  | 2008  | 2010   | 2012   | 2014   |
| ----- | ----- | ----- | ----- | ----- | ----- | ----- | ------ | ------ | ------ |
| 7.774 | 8.043 | 8.869 | 9.356 | 9.703 | 9.890 | 9.867 | 10.064 | 10.289 | 10.311 |

| 2016   | 2018   | 2020   | 2022   | 2024   | 2026 | 2028 | 2030 | 2032 | 2034 |
| ------ | ------ | ------ | ------ | ------ | ---- | ---- | ---- | ---- | ---- |
| 10.446 | 10.429 | 10.441 | 10.400 | 10.594 | -    | -    | -    | -    | -    |

## Economia
El sector agrícola s'ha especialitzat en flors i plantes ornamentals que es conreen en hivernacles.
L'activitat principal és la tèxtil i la fabricació de materials per la construcció. La localitat ha crescut notablement a partir de la dècada dels 90 en sòl urbanitzat.
Els dimarts té lloc el mercat setmanal.

## Política
| Candidatura | Candidatura                                              | Cap de llista               | Vots  | Regidors | % vots |
| ----------- | -------------------------------------------------------- | --------------------------- | ----- | -------- | ------ |
|             | Convergència i Unió                                      | Joan Baliarda i Sardà       | 1.874 | 6        | 46,39% |
|             | Partit dels Socialistes de Catalunya - Progrés Municipal | Jaume Cases i Mas           | 1.130 | 4        | 29,04% |
|             | Esquerra Republicana de Catalunya - Acord Municipal      | Sebastià Pujol i Puig       | 648   | 2        | 14,81% |
|             | Partit Popular                                           | Ildefonso Fernández Álvarez | 309   | 1        | 7,06%  |
|             | Altres                                                   |                             | 282   | -        | 6,45%  |
|             | En blanc                                                 |                             | 65    | -        | 1,31%  |
| Total       | Total                                                    | 5.004                       | 5.004 | 13       | 100%   |

Pacte de govern: CiU, ERC i PP.

### Llista d'alcaldes des de1979
| Alcaldes                          | mandat     |
| --------------------------------- | ---------- |
| Josep Triadó i Bergés (CiU/Junts) | 2014-      |
| Joan Baliarda i Sardà (CiU)       | 2007- 2014 |
| Sebastià Pujol i Puig (ERC)       | 2005- 2007 |
| Joan Baliarda i Sardà (CIU)       | 1994- 2005 |
| Manel Rodríguez Muñoz (CiU)       | 1979- 1994 |

## Edificis històrics d'interès
La casa del terçó

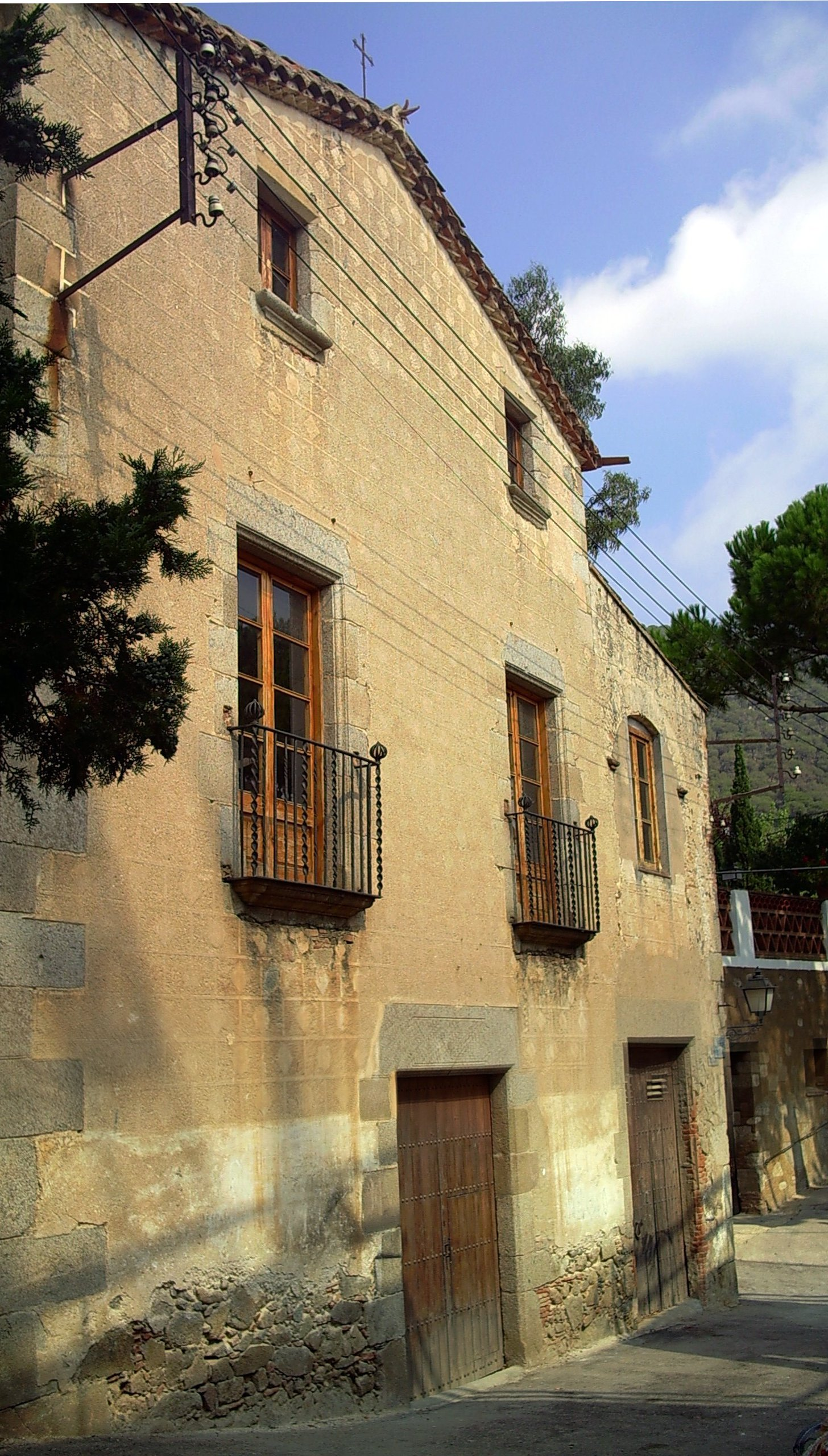
La casa del terçó.

La casa del terçó, o Casa de les Monges, Escola de les Nenes (1890), avui Casal Parroquial. L'origen de la paraula Terçó es troba en la tercera part de l'impost que a l'edat mitjana es lliurava a l'església, i que es dipositava al temple, al clergat i a la seu episcopal. L'edifici va ser destruït per una torrentada; l'any 1740 va ser reconstruït pel prevere Gabriel Martí.
Al segle xix, amb la desamortització, l'ajuntament de Premià de Dalt va prendre possessió de la casa del terçó, tot i que el Ministeri d'Hisenda va resoldre que la propietat quedés en mans eclesiàstiques : El 31 d'agost de 1890 va ser beneïda com a Escola de les Nenes que fins llavors no anaven a l'escola, a càrrec de cinc monges mercedàries, situació que va continuar fins al 1920.
Altres llocs d'interès

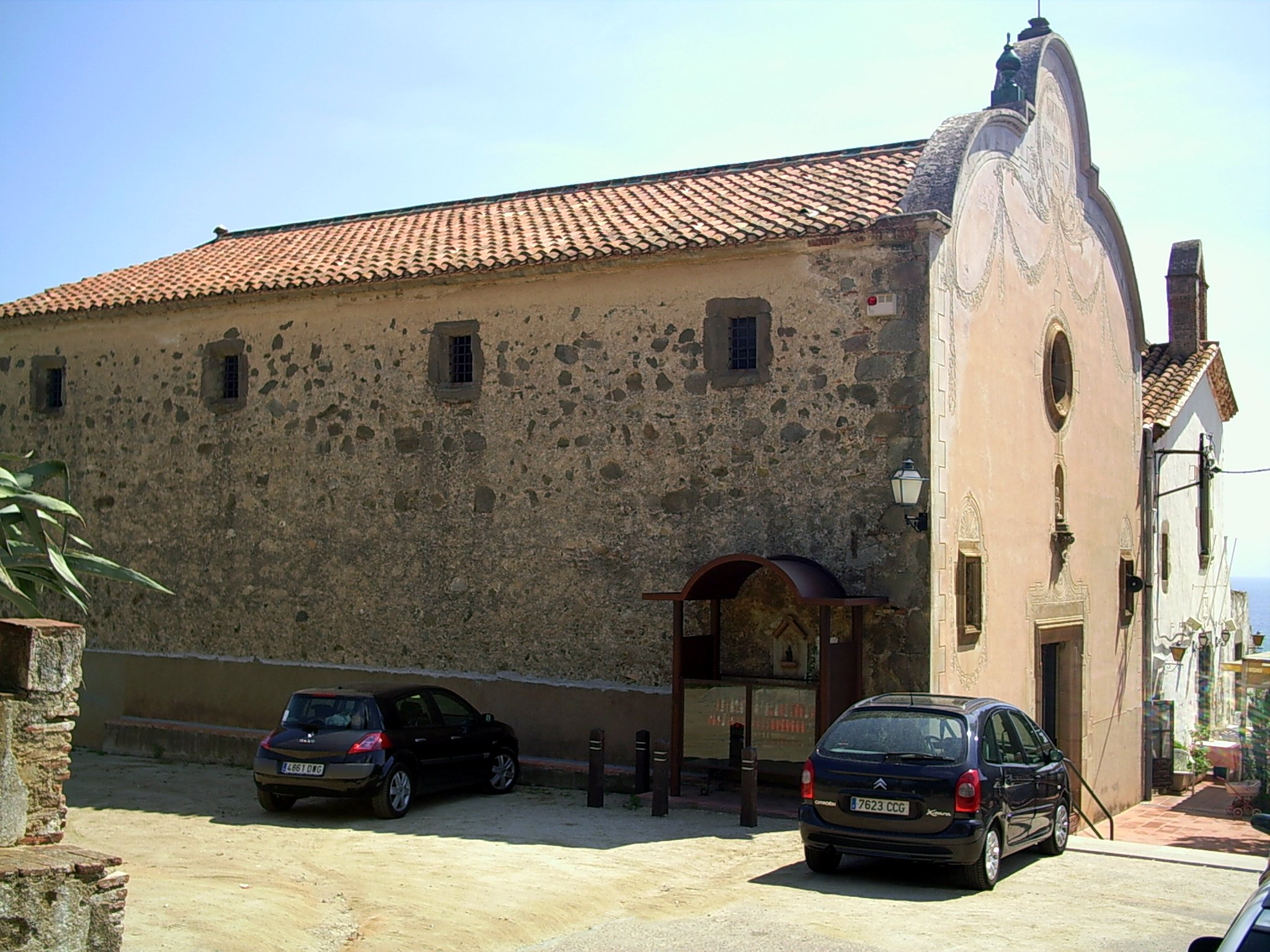
Santuari de la Cisa, del, d'estil barroc.

- Can Moles, masia gòtica del segle xvi, considerada Bé Cultural d'Interès Nacional
- Església de Sant Pere, d'estil gòtic tardà (segle xiv)
- Capelles:
  - Capella de Santa Anna, esmentada per primera vegada l'any 987
  - Capella i ermita romànica de Sant Mateu, documentada des de l'any 993
  - Capella del Santuari de la Mare de Déu de La Cisa, imatge del segle xv, protectora d'aquest indret del Baix Maresme, al límit amb Vilassar de Dalt
  - Capella de Sant Sebastià, erigida al segle xvi

## Cultura
- Biblioteca Jaume Perich i Escala[3]
- Societat Cultural Sant Jaume,[4] amb les seccions d'Arts i Lletres, de la Sardana i d'Escacs, entre d'altres.
- Museu de Premià de Dalt[5]
- Museu de Caça[6]
- Cau l'Espolsada, Associació de lleure i dinamització sociocultural
- Divertit, Associació de Serveis a la Joventut
- Gegants de Premià de Dalt

## Serveis i equipaments

### Centres educatius
- Públics
  - Escola Bressol Cristòfor Ferrer
  - Escola Bressol Santa Anna-Tió
  - CEIP Marià Manent, d'educació primària i infantil
  - CEIP Santa Anna, d'educació infantil
  - IES Valerià Pujol i Bosch, d'educació secundària, inaugurat l'any 2001
  - Escola de Música Municipal
- Privats
  - Escoles Betlem

### Comunicacions
Premià de Dalt està comunicat per carretera amb Premià de Mar i Vilassar de Dalt, servides per línies regulars d'autobús, i per autopista de peatge per la C-32 El Vendrell - Blanes.

## Mitjans públics

### Premià de Dalt Media
Es tracta d'un canal audiovisual que recull l'actualitat de la vila, tant la que genera l'Ajuntament com la que protagonitza el teixit associatiu de la vila. Podem trobar seccions com "L'alcalde contesta", entrevistes, reportatges o les emissions dels plens.

### Premià de Dalt Ràdio 91.4FM
La ràdio del poble es pot escoltar mitjançant tant amb la freqüència 91.4 de FM com a la pàgina web de Premià de Dalt Media. Després d'un funcionament amateur, a mitjans dels anys 90 l'emissora va fer una embranzida cap a la seva profesionalització.
Pel que fa a la programació destaca el magazine matinal conduït per la seva directora, Isabel Xarrié. La resta són programes a càrrec de col·laboradors. L'altre eix de l'emissora, és la música, que a través de la fórmula musical diària, selecciona una acurada col·lecció de temes actuals i dels últims 25 anys.

També disposen de comptes d'Instagram, Twitter, Youtube i Facebook.

## Vilatans il·lustres
- Valerià Pujol i Bosch, escriptor, poeta i professor (1952-1992)
- Cristòfol Ferrer i Ferrà, mestre i pedagog (1888-1986)
- Jaume Perich i Escala, humorista gràfic (1941-1995)
- Maria Dolors Genovès i Morales, periodista, documentalista i historiadora (1954-2022)

## Festes i celebracions
- Aplec de la Cisa, i fira d'artesans, al mes de maig
- Aplec de Sant Mateu, al mes de setembre

## Galeria d'imatges

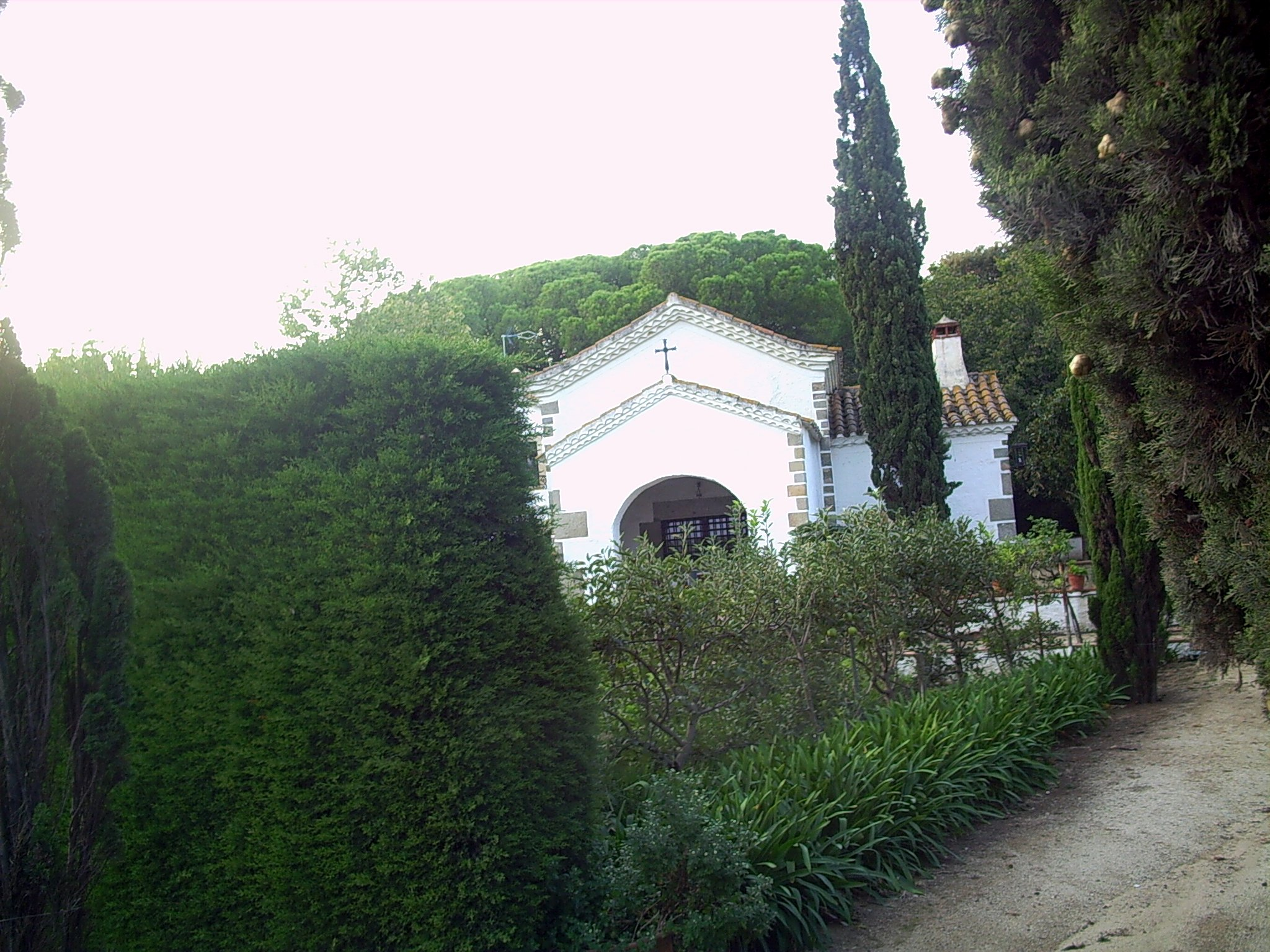
Capella de Santa Anna, esmentada per primer cop l'any 987.
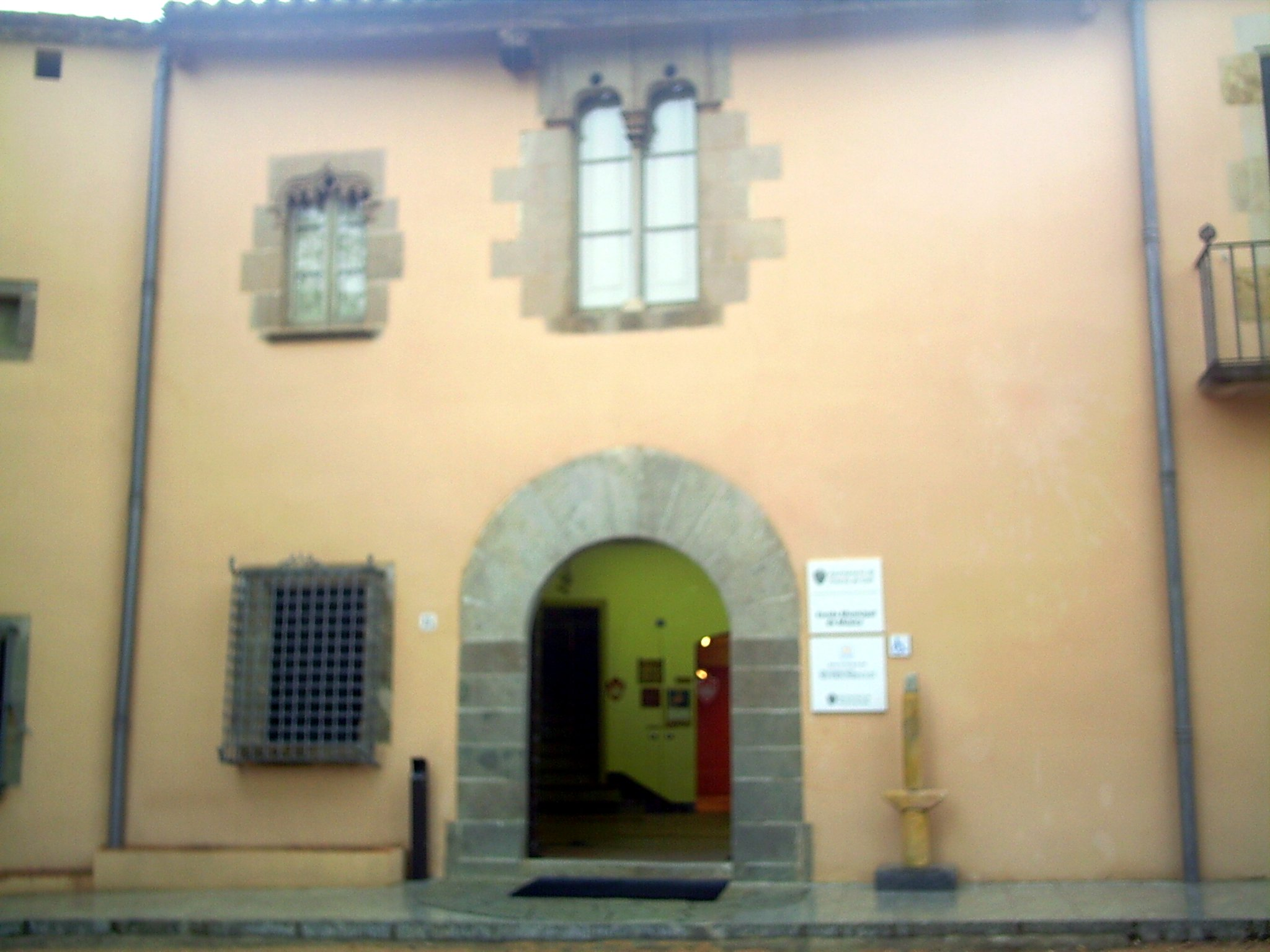
Can Figueres, seu del Museu Municipal, Gòtic del segle xiii.
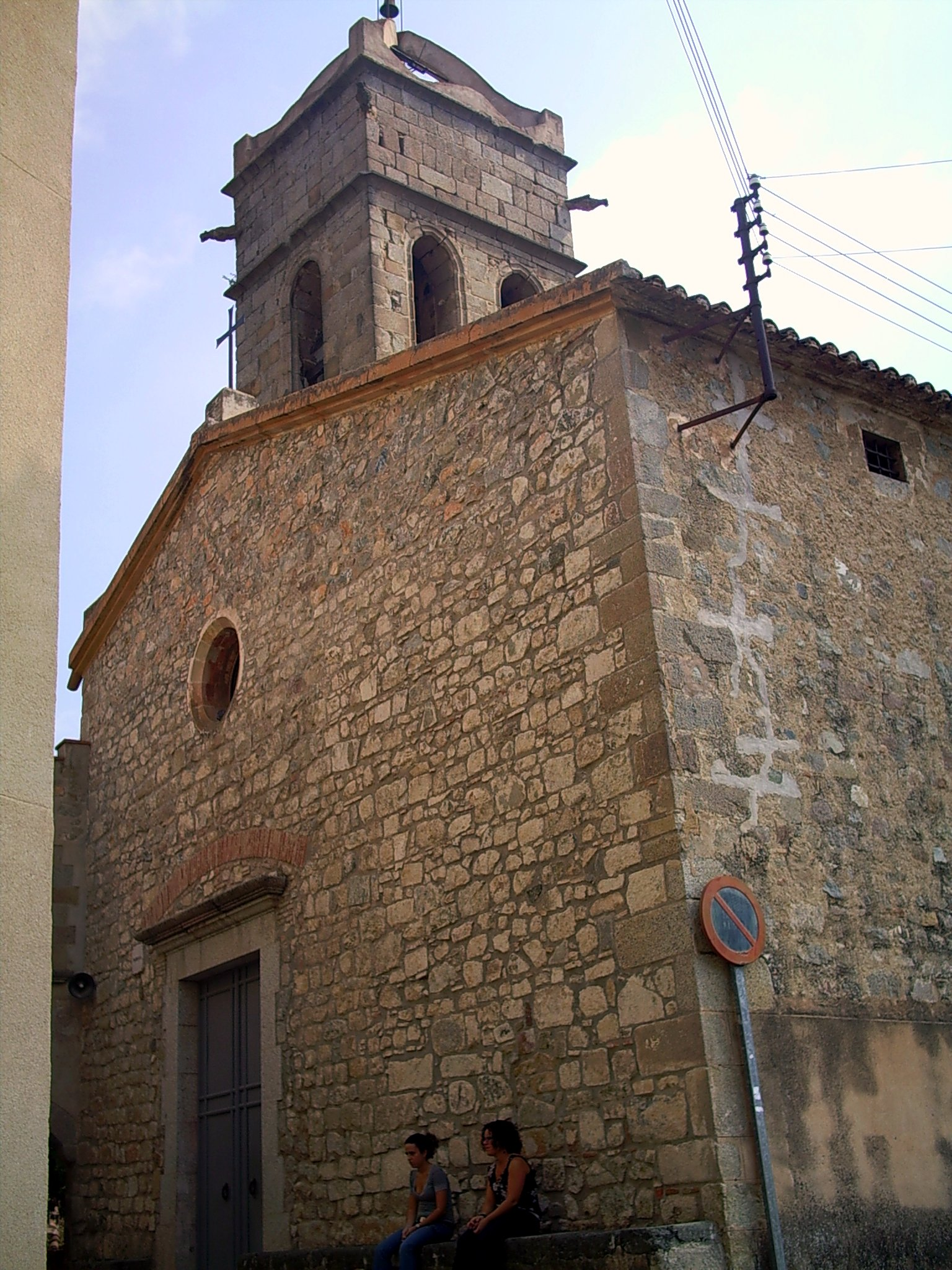
Església de Sant Pere. D'estil gòtic, bastida l'any 1588.
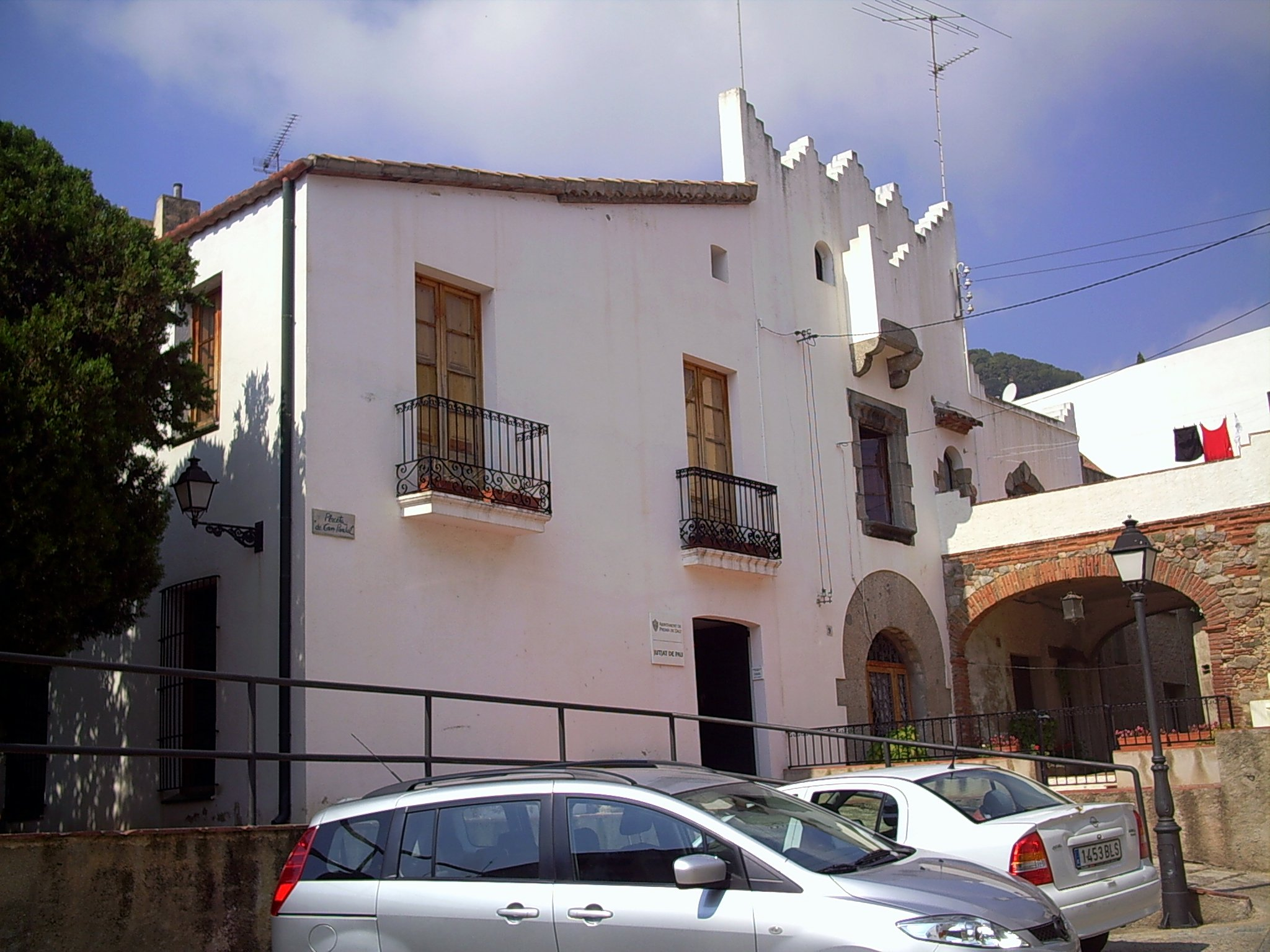
Can Xarrié, masia fortificada coronada amb merlets. Actualment, seu del Jutjat de Pau.
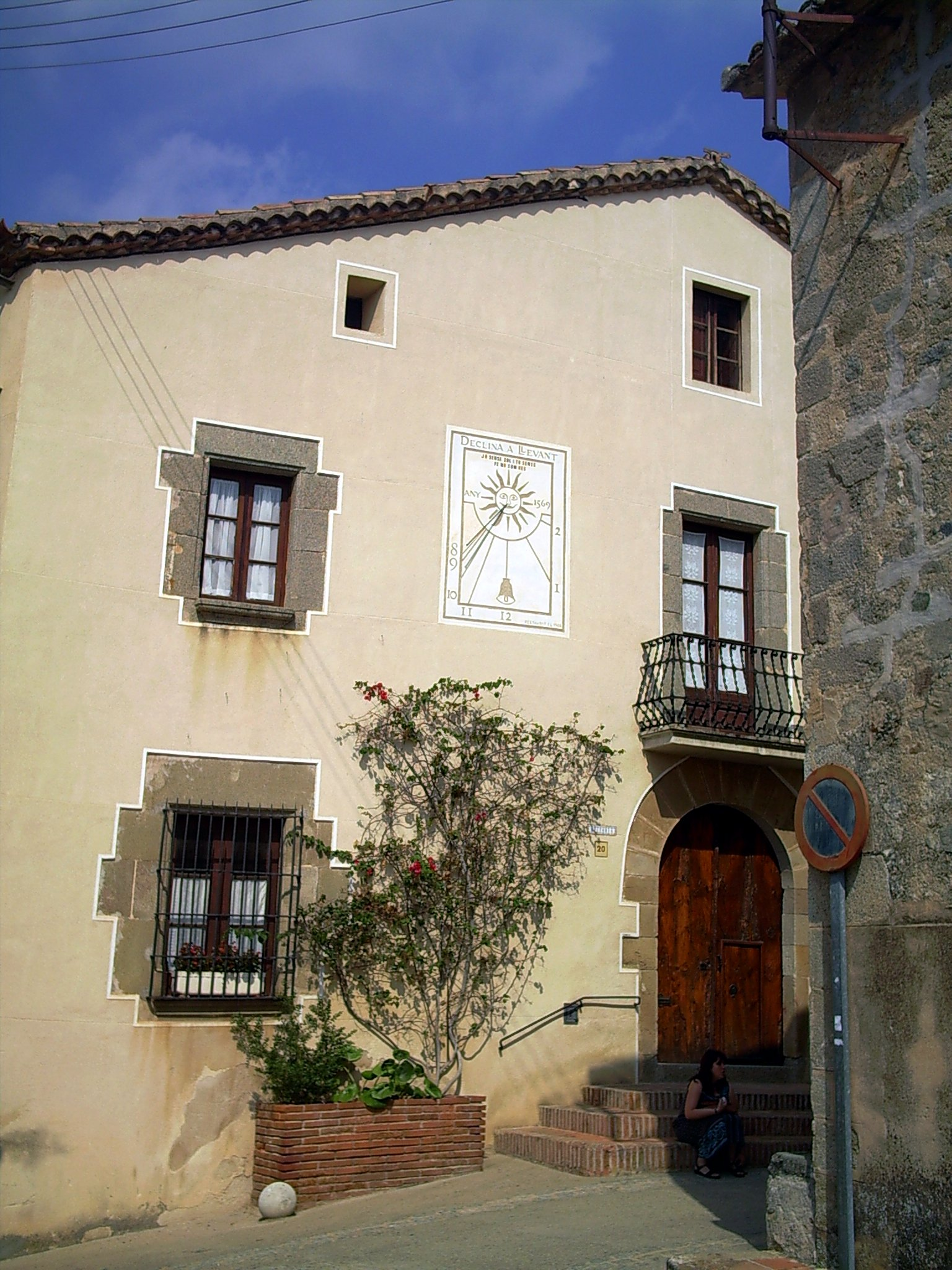
Rectoria. Antic ajuntament.
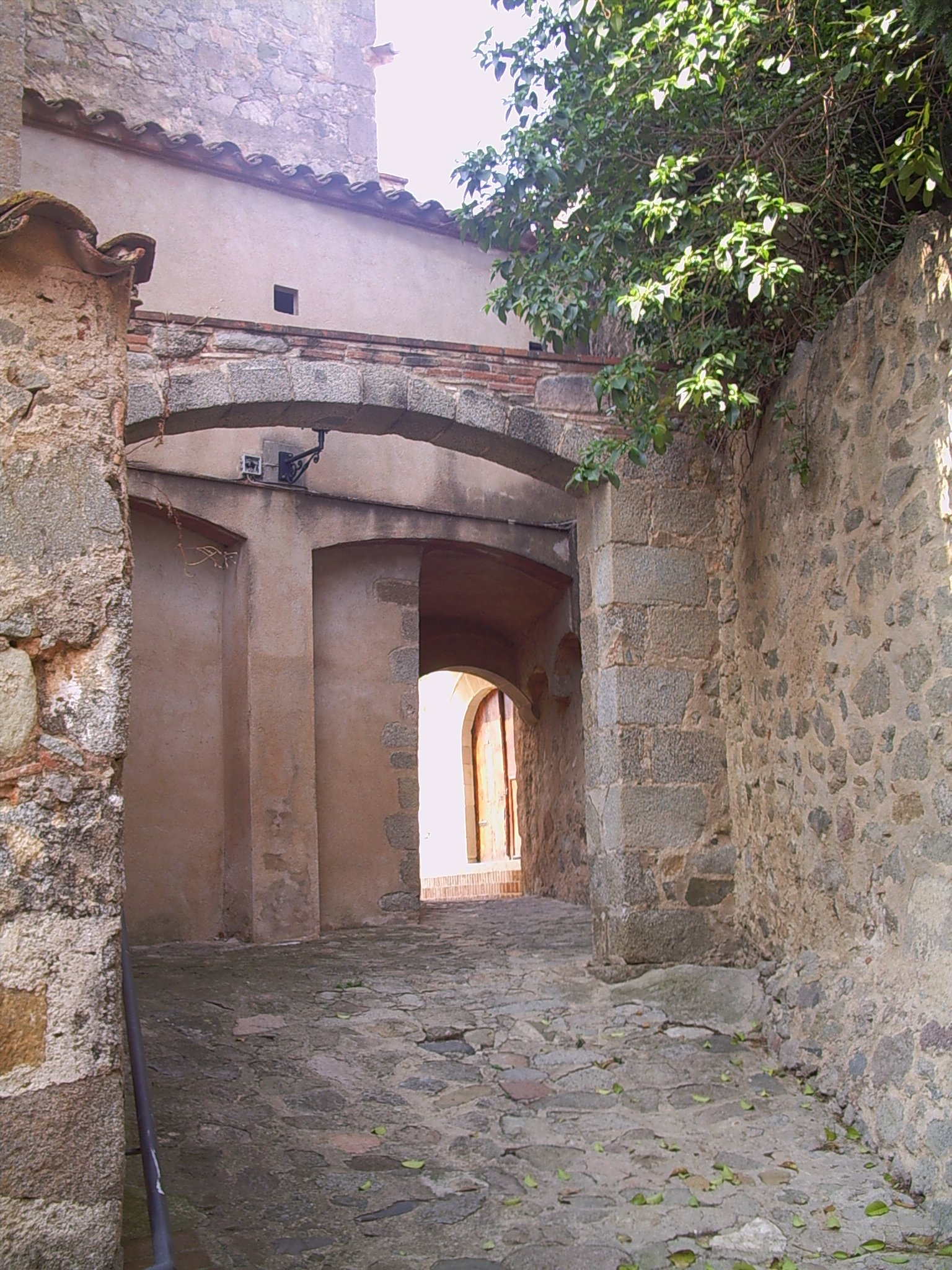
Pont de la rectoria.
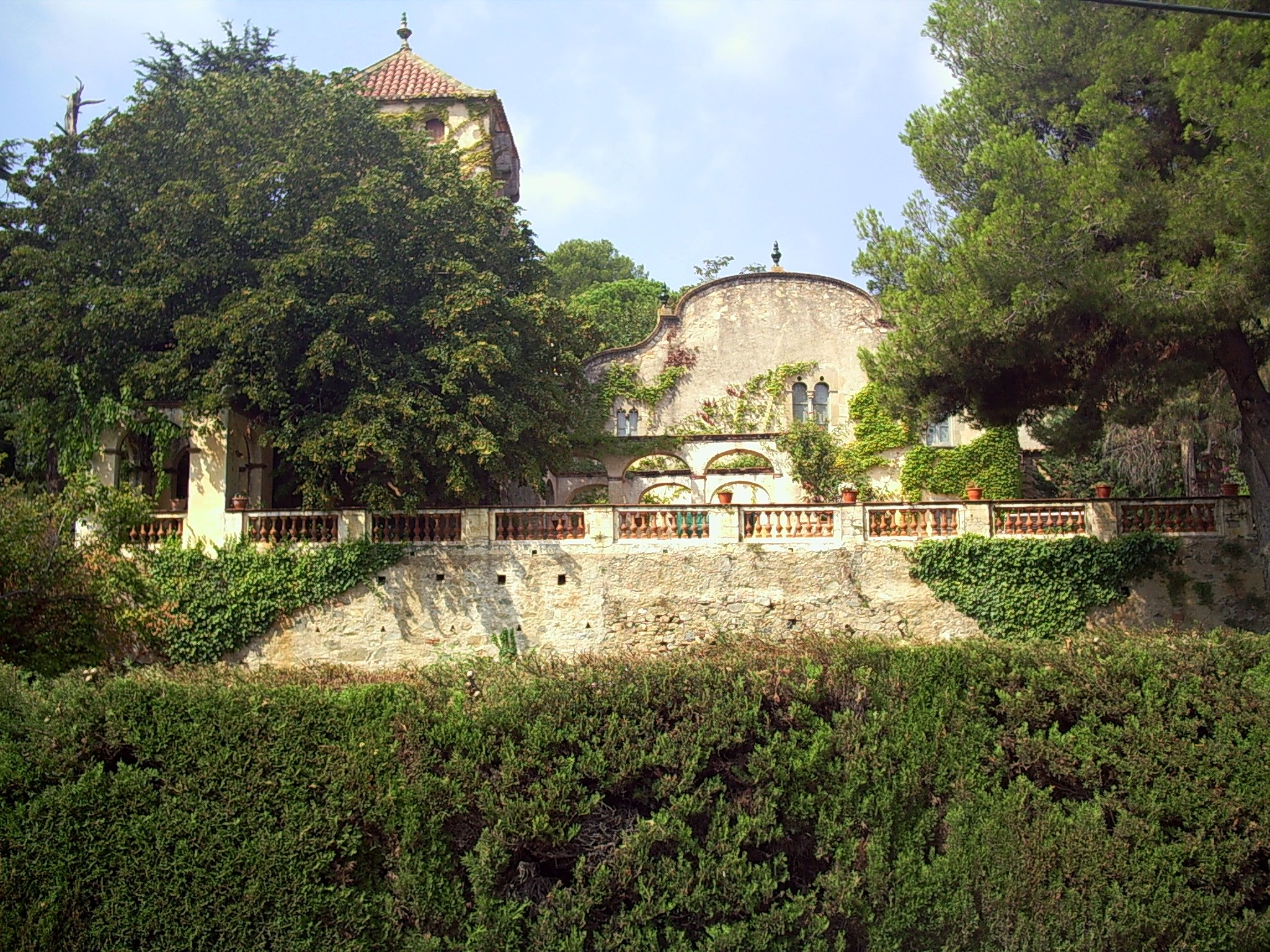
Casa pairal de la família Botey, una de les més antigues de Premià de Dalt.
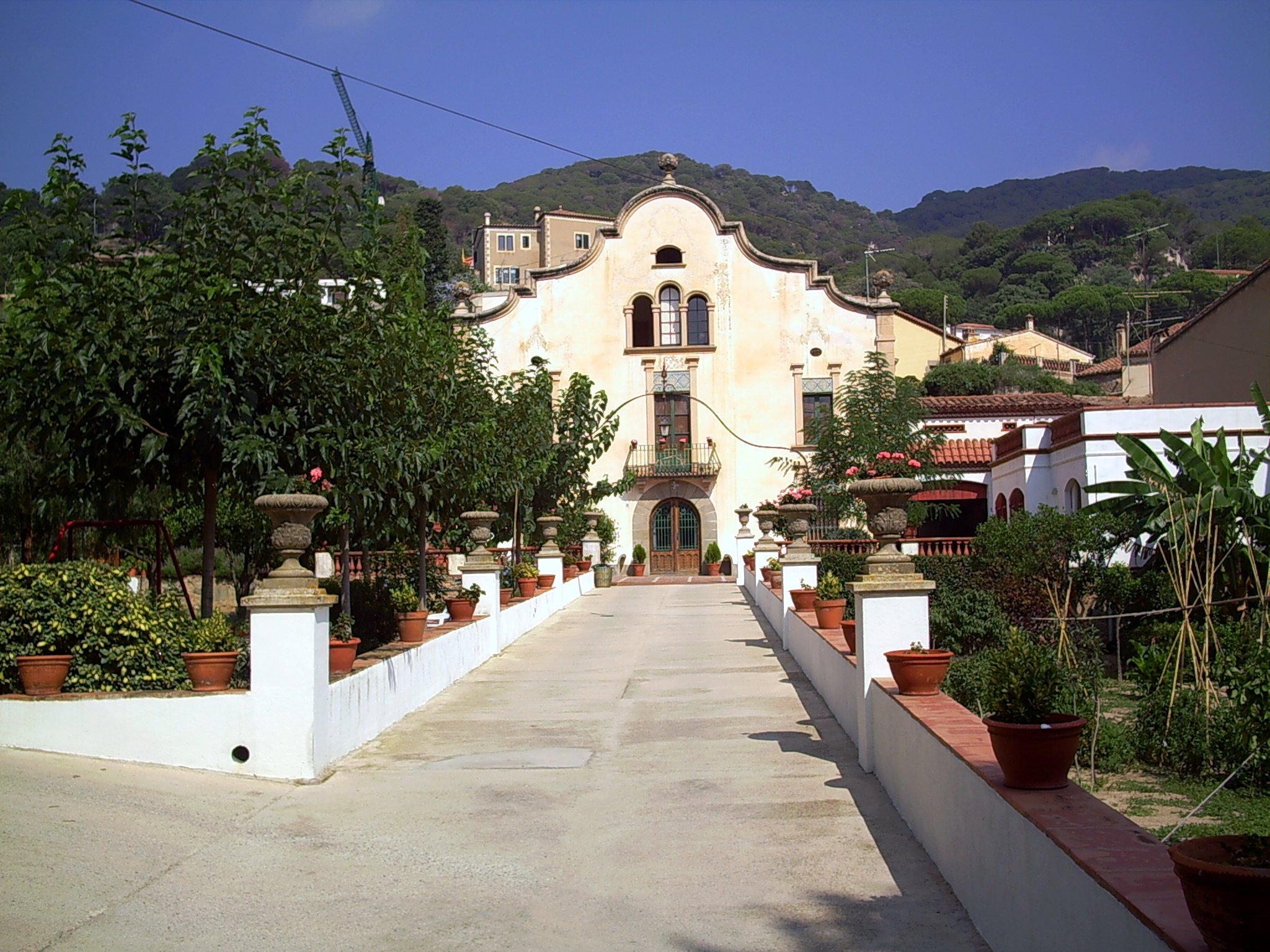
Masia de Can Coromines, d'estil barroc, del final del segle xviii.
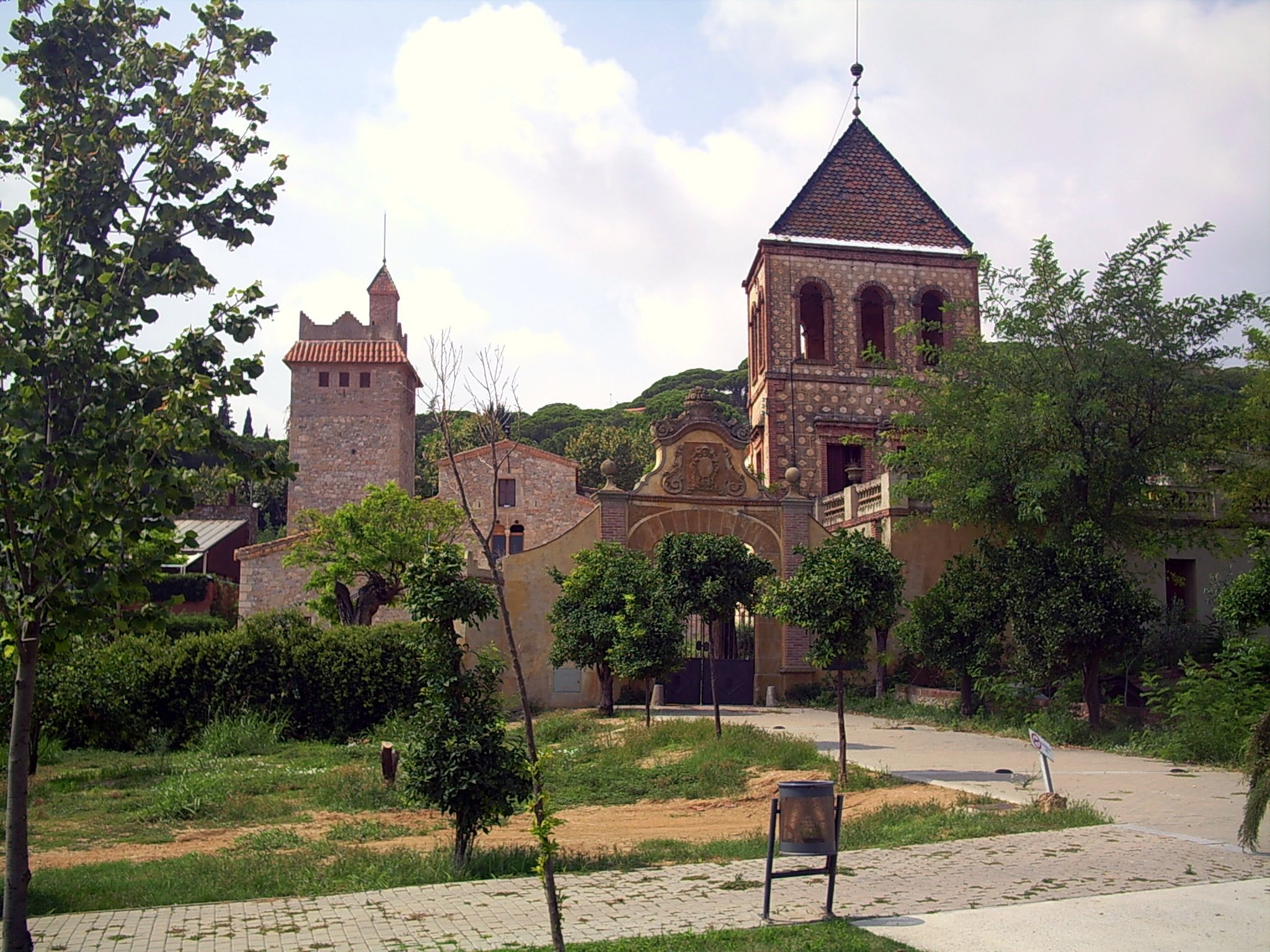
Can Werboom, l'antic mas Partellà. Gòtic del segle xiii.
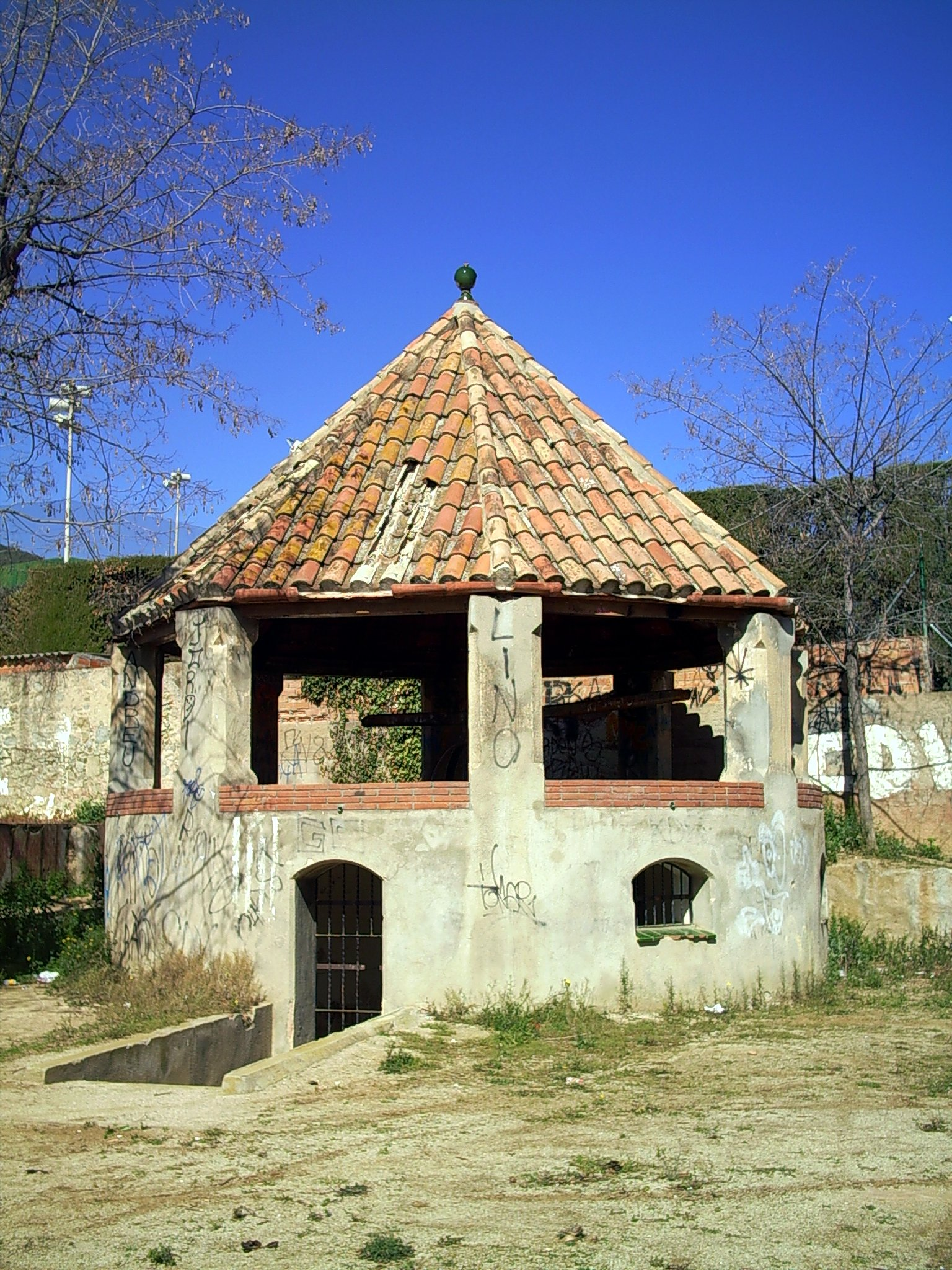
La sínia
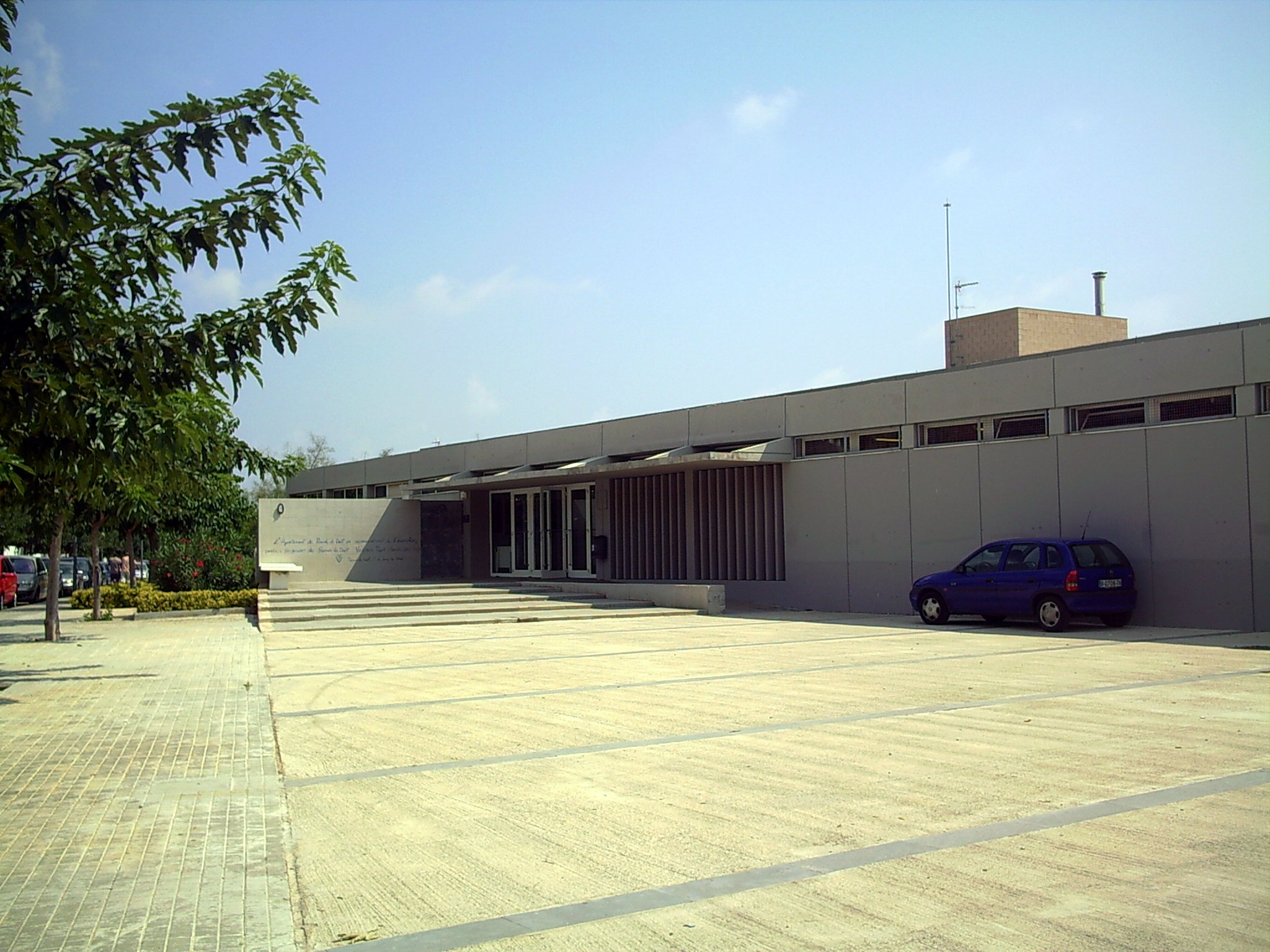
IES Valerià Pujol i Bosch.
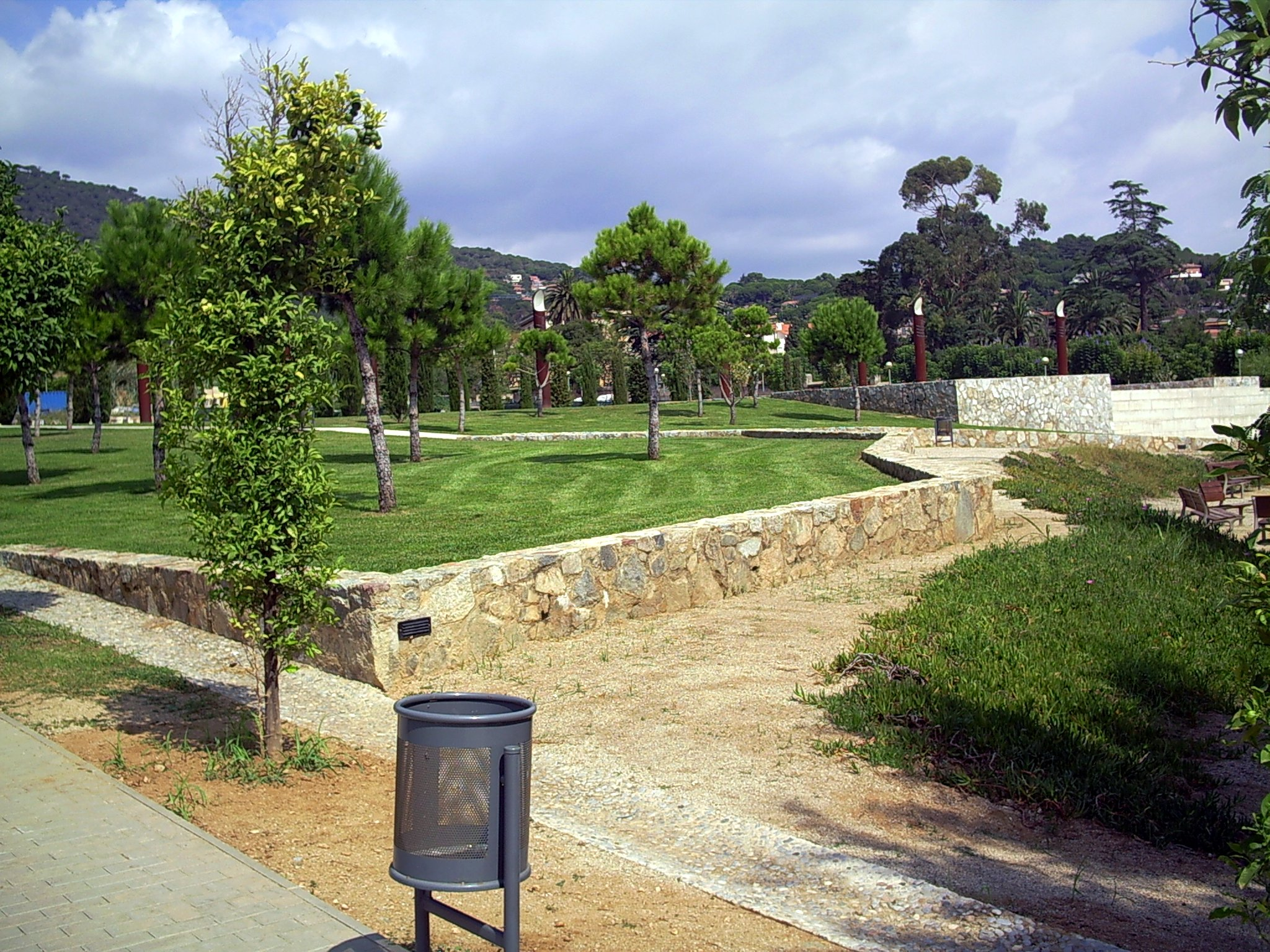
Plaça Jordi Pujol.
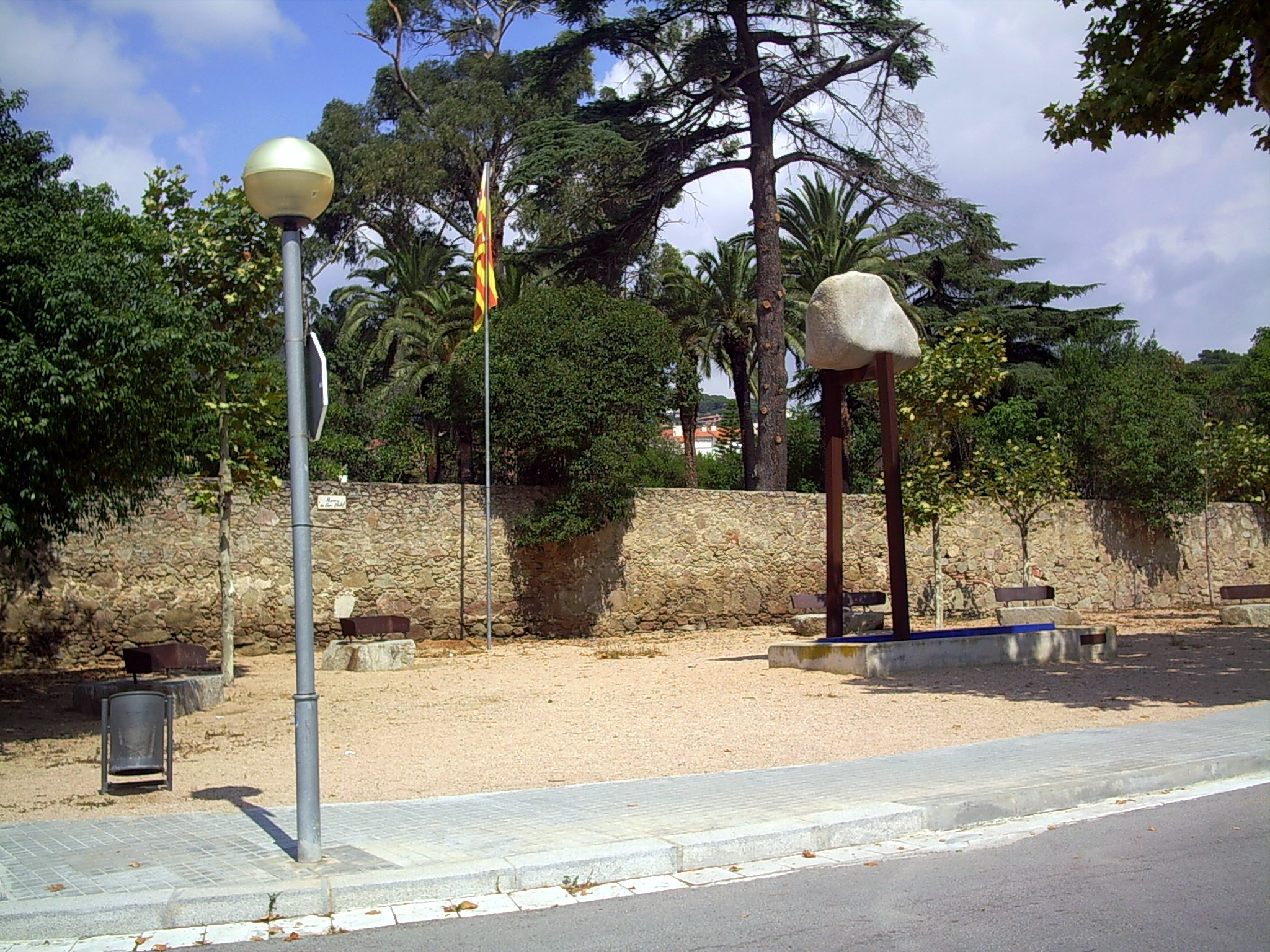
Monument a l'11 de setembre.